# Violympic
Violympic, hay ViOlympic, là cuộc thi giải toán, tiếng Việt, tiếng Anh và vật lý quốc gia trên Internet bằng tiếng Việt và tiếng Anh cho học sinh từ lớp 1 đến lớp 12 trên toàn Việt Nam. Violympic được Bộ Giáo dục và Đào tạo Việt Nam và tập đoàn FPT phối hợp chỉ đạo tổ chức, công ty FPT Software là đơn vị thực hiện.

## Lịch sử
Ngày 27 tháng 7 năm 2008: tiến sĩ Lê Thống Nhất đề xuất ý tưởng tổ chức Violympic với Thứ trưởng Bộ Giáo dục và Đào tạo Nguyễn Vinh Hiển, cục trưởng cục Công nghệ Thông tin Quách Tuấn Ngọc, và Phó vụ Trưởng vụ Giáo dục Trung học cơ sở Nguyễn Hải Châu.
Ngày 21 tháng 10 năm 2008: lãnh đạo Bộ Giáo dục và Đào tạo và lãnh đạo FPT thảo luận về các nội dung hợp tác hai bên và thống nhất quan điểm sẽ tổ chức Violympic. Buổi chiều cùng ngày, hai bên Thứ trưởng Nguyễn Vinh Hiển cùng với Chủ tịch Hội đồng quản trị, tập đoàn FPT ký kết hợp tác tổ chức cuộc thi.
Sáng ngày 26 tháng 12 năm 2008: lễ phát động cuộc thi được tổ chức tại trường Đoàn Thị Điểm (Hà Nội). Trong phiên bản thử nghiệm năm 2008, Violympic có tất cả 35 vòng thi, cấp trường thi vòng 20, cấp quận, huyện, thị xã, thành phố trực thuộc tỉnh vòng 25, cấp tỉnh (thành phố trực thuộc trung ương) thi vòng 30, cấp quốc gia thi vòng 35.
Ngày 12 tháng 5 năm 2009: kỳ thi cấp quốc gia đầu tiên được tổ chức với 35 tỉnh, thành tham dự và đã cử đội tuyển.
Tháng 4 năm 2009: Violympic nhận danh hiệu đầu tiên, giải thưởng Sao khuê của VINASA.
Năm học 2010–2011: Violympic giảm tải còn 19 vòng thi. Từ vòng 10–14 là cấp trường, vòng 15, 16 thi cấp Quận Huyện, vòng 17, 18 thi cấp tỉnh (thành phố), vòng 19 thi cấp quốc gia. Cấp quốc gia chỉ có lớp 5, lớp 9 và lớp 11 thi.
Ngày 15 tháng 6 năm 2015: ra mắt ứng dụng "Tự luyện Violympic” trên Google Play.
Ngày 5 tháng 9 năm 2015: mở rộng quy mô cuộc thi Violympic tiếng Anh đối với học sinh từ khối lớp 1 đến lớp 9.
Ngày 15 tháng 4 năm 2018: môn toán, tiếng Việt giảm tải còn 13 vòng. Áp dụng hình thức thi leo dốc với vòng thi cấp quốc gia.
Ngày 18 tháng 9 năm 2018: Violympic giảm tải mỗi môn còn 10 vòng và áp dụng hình thức thi leo dốc đối với tất cả các vòng. Vòng 1–6 có thời gian làm bài là 30 phút. Vòng 7–10 có thời gian làm bài là 45 phút.
Ngày 26 tháng 8 năm 2019, Violympic thông báo mở thêm chức năng "Lấy lại mật khẩu qua email'' và tự động nâng khối lớp cho thí sinh.

## Những đơn vị hợp tác
- Nhà xuất bản Giáo dục Việt Nam.
- Viện Khoa học giáo dục Việt Nam.
- Công ty truyền thông và kết nối sáng tạo (nhà tài trợ).[7]

## Ban tổ chức

### Ban chỉ đạo cấp quốc gia
- Ông Trương Gia Bình (Chủ tịch hội đồng quản trị tập đoàn FPT; Trưởng ban chỉ đạo).[8]
- Ông Nguyễn Văn Khoa (Tổng giám đốc tập đoàn FPT).[8]
- Ông Trần Đăng Hòa (Chủ tịch FJP kiêm COO FSOFT, tập đoàn FPT; Trưởng tiểu ban).[8]

### Ban tổ chức
- Bà Nguyễn Thị Ngọc (FNE–VIE, tập đoàn FPT; Trưởng ban tổ chức).

### Ban thư ký
- Bà Bế Quỳnh Trang (FNE–VIE, tập đoàn FPT).

### Các tiểu ban

#### Tiểu ban công nghệ
- Ông Đặng Văn Đạt (FNE–VIO, tập đoàn FPT; Ủy viên).

Tiểu ban nội dung Trung học phổ thông
- Bà Phạm Thị Minh Tuyến (FNE–VIE, tập đoàn FPT; Trưởng tiểu ban).

#### Tiểu ban nội dung Trung học cơ sở
- Ông Tôn Thân (Viện Khoa học giáo dục Việt Nam; Ủy viên).
- Ông Vũ Hữu Bình (Trường Trung học cơ sở Trưng Vương Hà Nội; Ủy viên).
- Bà Phạm Thị Minh Tuyến (FNE–VIE, tập đoàn FPT; Ủy viên).

#### Tiểu ban nội dung Tiểu học
- Ông Nguyễn Áng (Sở Giáo dục và Đào tạo Hà Nội; Ủy viên).